# Arctostaphylos edmundsii
Arctostaphylos edmundsii es una especie de manzanita.

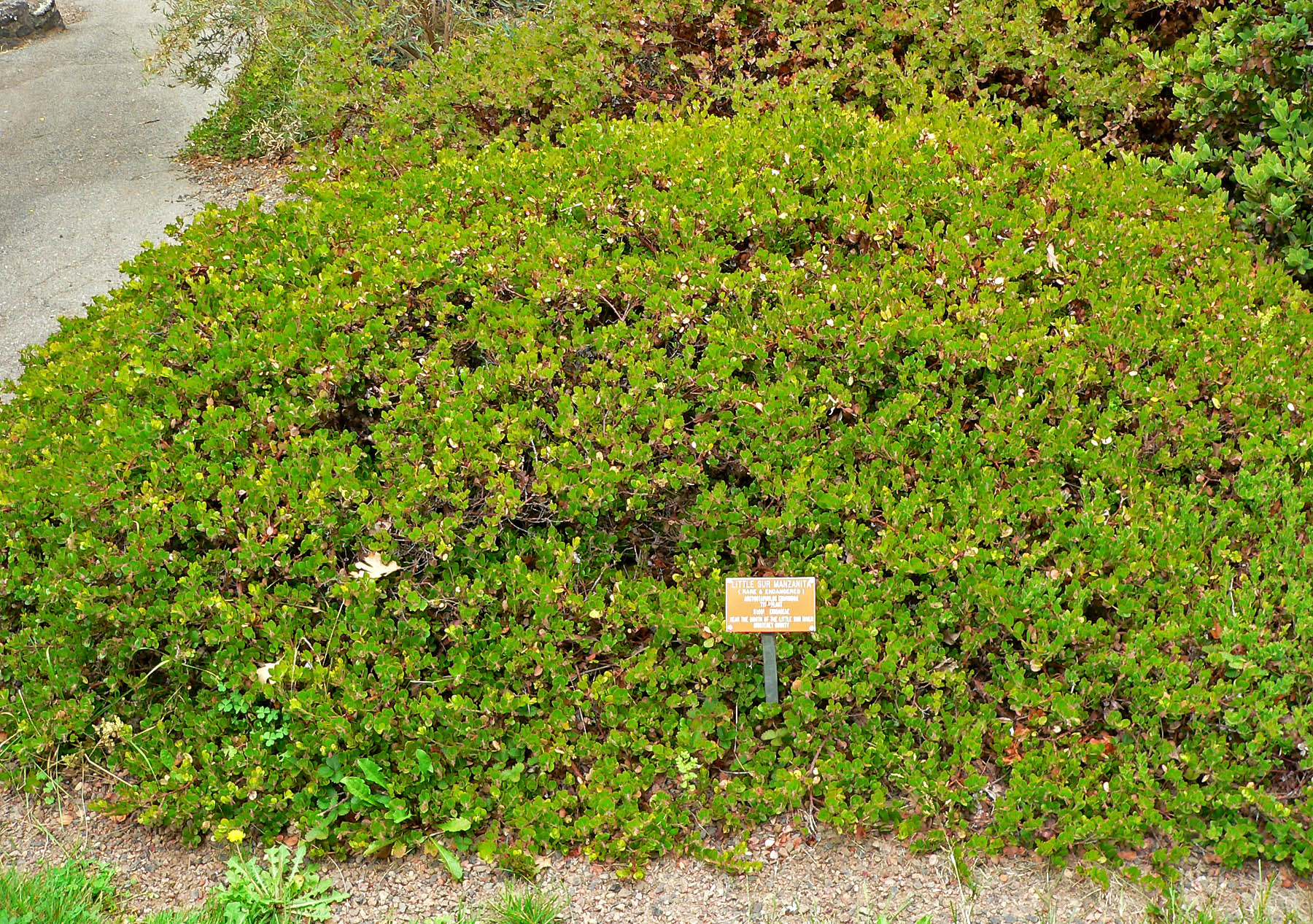
Vista de la planta

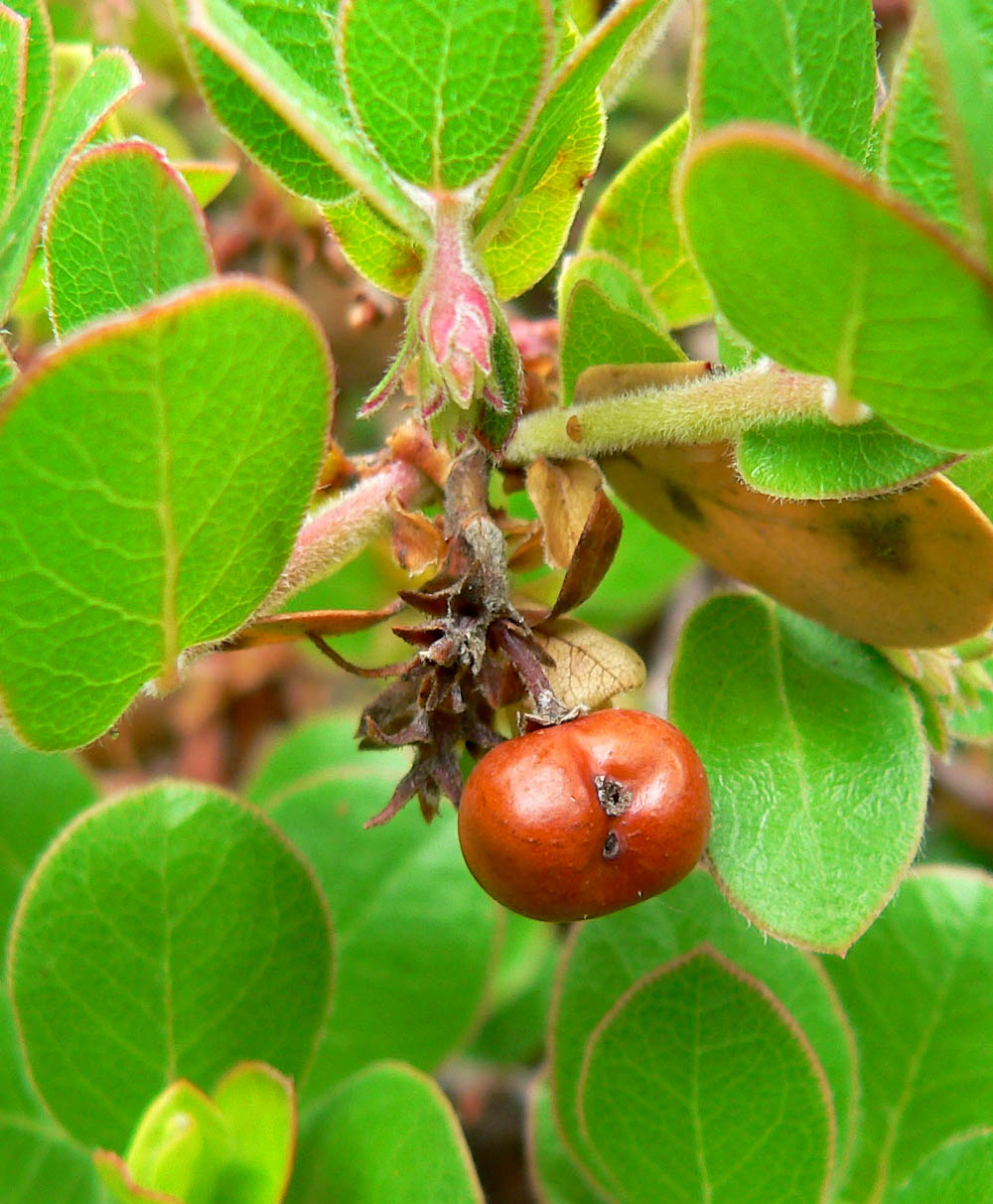
Frutos

## Distribución y hábitat
Es un arbusto endémico de California donde crece en los acantilados costeros del Condado de Monterrey.

## Descripción
Es una manzanita menuda, de baja altitud que forma montículos y alfombras irregulares en el suelo arenoso. Las hojas coriáceas son pequeñas y redondeadas u ovales, de color verde y brillantes cuando están maduras y bordes rojos oscuro cuando son nuevas. Las inflorescencias son densas de flores, las cuales son pequeñas, en forma de urna a redondeadas, y de color blanco ceroso a rosa muy pálido. El fruto es una drupa brillante, de color marrón rojizo entre la mitad y un centímetro de ancho.

## Taxonomía
Arctostaphylos edmundsii fue descrito por John Thomas Howell y publicado en Leaflets of Western Botany 6(10): 202–204. 1952.
Etimología
Arctostaphylos: nombre genérico que deriva de las palabras griegas arktos =  "oso", y staphule = "racimo de uvas", en referencia al nombre común de las especies conocidas y tal vez también en alusión a los osos que se alimentan de los frutos de uva.
edmundsii: epíteto
Sinonimia
- Arctostaphylos edmundsii var. parvifolia J.B. Roof
- Arctostaphylos uva-ursi ssp. emundsii (J.T. Howell) J.B. Roof
- Arctostaphylos uva-ursi var. parvifolia (J.B. Roof) J.B. Roof[5][6]